# Valle de Guadalupe (Jalisco)
Valle de Guadalupe è un comune del Messico, situato nello stato di Jalisco.